# Maria Lykkegaard
Maria Schmidt Lykkegaard (født 27. februar 1996) er en dansk håndboldspiller, der spiller for Ikast Håndbold i Damehåndboldligaen og Danmarks kvindehåndboldlandshold.
I sæsonen 2013-2014 + 2014-2015 var hun talenttiger i København Håndbold, hvor hun trænede med hos deres ligahold og spillede enkelte kampe. I sæsonen 2015-2016 skrev Lykkegaard kontrakt med København Håndbold. Hun var med til at vinde det danske mesterskab i 2017/18-sæsonen med klubben.
Hun har op til flere U-landsholdskampe på CV'et. Hun har bl.a. været med til at vinde U-17 EM bronze i 2013, U-18 VM bronze i 2014, U-19 EM guld i 2015 og U-20 VM guld i 2016.
Hun fik sin officielle debut på det danske A-landshold den 27. juli 2019 i en venskabskamp mod Norge i Stavanger.
Lykkegaard er desuden en del af Dansk Håndbolds udviklingstrup, som har til formål at identificere fremtidens A-landsholdsspillere ved at koncentrere udviklingsmidlerne på en begrænset gruppe spillere. Her var hun blandt de ni spillere.